# 熊野神社 (川越市池辺)
熊野神社（くまのじんじゃ）は、埼玉県川越市の神社。

## 歴史
鎌倉時代に創建された。当時、水害と疫病に悩まされており、近くの三明院と相談して「天王社」を祀ったのが起源である。そういう経緯により、三明院が別当寺となっていた。
明治初期の近代社格制度において、当地の「村社」は同じ三明院が別当寺を務めた「熊野社」が列せられ、当社は「八坂神社」に改称して「無格社」となった。1907年（明治40年）の神社合祀により、村社の熊野神社をはじめとする3社が合祀され、当社を「熊野神社」に改称して村社となった。社名が「熊野神社」なのに、祭神が素盞嗚尊なのは、これらの経緯による。

## 交通アクセス
- 南大塚駅より徒歩28分。